# Stage (álbum)
Stage es el primer álbum en directo de Mónica Naranjo y recoge el concierto que ofreció la cantante el 19 de septiembre de 2008 en el Palacio de los Deportes de Madrid, de su gira Tarántula Tour promocionando su anterior disco Tarántula.

## Lista de canciones
| Stage - Edición estándar |                                         |          |  |
| N.º                      | Título                                  | Duración |  |
| 1.                       | «Resurrección» (Directo Madrid)         | 2:52     |  |
| 2.                       | «Desátame» (Directo Madrid)             | 4:30     |  |
| 3.                       | «Entender el amor» (Directo Madrid)     | 5:35     |  |
| 4.                       | «Sólo se vive una vez» (Directo Madrid) | 4:07     |  |
| 5.                       | «Pantera en libertad» (Directo Madrid)  | 3:49     |  |
| 6.                       | «Perra enamorada» (Directo Madrid)      | 5:26     |  |
| 7.                       | «Usted» (Directo Madrid)                | 3:40     |  |
| 8.                       | «Todo Mentira» (Directo Madrid)         | 4:54     |  |
| 9.                       | «Diles Que No» (Directo Madrid)         | 4:53     |  |
| 10.                      | «Idilio» (Directo Madrid)               | 5:46     |  |
| 11.                      | «Kambalaya» (Directo Madrid)            | 4:38     |  |
| 12.                      | «Para Siempre» (Directo Madrid)         | 5:05     |  |
| 13.                      | «Amor y lujo» (Directo Madrid)          | 5:43     |  |
| 14.                      | «Europa» (Directo Madrid)               | 6:22     |  |
| 15.                      | «Sobreviviré» (Directo Madrid)          | 7:02     |  |
| 71:15                    |                                         |          |  |

| Stage - Edición digital estándar |                              |          |  |
| N.º                              | Título                       | Duración |  |
| 1.                               | «Stage» (Concierto Completo) | 74:41    |  |
| 145:56                           |                              |          |  |

| Stage - Edición digital deluxe |                                      |          |  |
| N.º                            | Título                               | Duración |  |
| 1.                             | «Europa» (DJ Lucan LCTro Remix)      | 7:08     |  |
| 2.                             | «Todo Mentira» (David Ferrero Remix) | 4:56     |  |
| 158:00                         |                                      |          |  |

| Stage - DVD |                                         |          |  |
| N.º         | Título                                  | Duración |  |
| 1.          | «Resurrección» (Directo Madrid)         |          |  |
| 2.          | «Desátame» (Directo Madrid)             |          |  |
| 3.          | «Entender el amor» (Directo Madrid)     |          |  |
| 4.          | «Sólo se vive una vez» (Directo Madrid) |          |  |
| 5.          | «Pantera en libertad» (Directo Madrid)  |          |  |
| 6.          | «Perra enamorada» (Directo Madrid)      |          |  |
| 7.          | «Usted» (Directo Madrid)                |          |  |
| 8.          | «Todo Mentira» (Directo Madrid)         |          |  |
| 9.          | «Diles Que No» (Directo Madrid)         |          |  |
| 10.         | «Idilio» (Directo Madrid)               |          |  |
| 11.         | «Kambalaya» (Directo Madrid)            |          |  |
| 12.         | «Para Siempre» (Directo Madrid)         |          |  |
| 13.         | «Amor y lujo» (Directo Madrid)          |          |  |
| 14.         | «Europa» (Directo Madrid)               |          |  |
| 15.         | «Sobreviviré» (Directo Madrid)          |          |  |
| 74:41       |                                         |          |  |

En la edición especial se incluye el backstage de Barcelona, Madrid, Campello y Valencia.

## Posicionamiento
| Lista  | Proveedor  | Posición |
| ------ | ---------- | -------- |
| España | Promusicae | 1        |
| México | Amprofon   | 20       |